# Borovci, Markovci
Borovci este o localitate din comuna Markovci, Slovenia, cu o populație de 263 de locuitori.